# Jan Janus
Jan Janus (ur. 1913 w Essen, zm. 02.10.1974) – długoletni dyrektor Fabryki Narzędzi Chirurgicznych CHIFA w Nowym Tomyślu.
Urodził się w Niemczech, gdzie jego rodzice wyemigrowali „za chlebem”.  Po 
I wojnie światowej powrócił z rodziną do Polski. W czasie II wojny światowej pracował w zakładach Windlerwerke  w Nowym Tomyślu, a bezpośrednio po przejściu frontu zajął się wraz z innymi pracownikami ich porządkowaniem i zabezpieczeniem. W 1950 r. został mianowany po raz pierwszy dyrektorem Fabryki Narzędzi Chirurgicznych CHIFA w Nowym Tomyślu. Na stanowisku tym pracował do 1954 r., kiedy to na wniosek KP PZPR został zwolniony. Miał problem ze znalezieniem nowej pracy, w końcu został ślusarzem w Spółdzielni Mleczarskiej w Nowym Tomyślu, a później w POM-ie w Separówku. Na stanowisko dyrektora Chify przywrócono go na prośbę jej pracowników w 1957 r. i pełnił tę funkcję do 1974 r. Do jego zasług należało przeciwstawienie się planom przeniesienia fabryki do Warszawy, doprowadzenie do rozbudowy zakładu (m.in. budowa nowej hali produkcyjnej), budowa  zakładowego osiedla mieszkaniowego i rozwój eksportu do krajów zachodnich.  Jan Janus zmarł po ciężkiej chorobie 2.10.1974 r. 
Za swoje dokonania uhonorowany wieloma lokalnymi i państwowymi odznaczeniami w tym Krzyżem Kawalerskim Orderu Odrodzenia Polski. Jest patronem jednej z ulic w Nowym Tomyślu.